# Robert Alexy

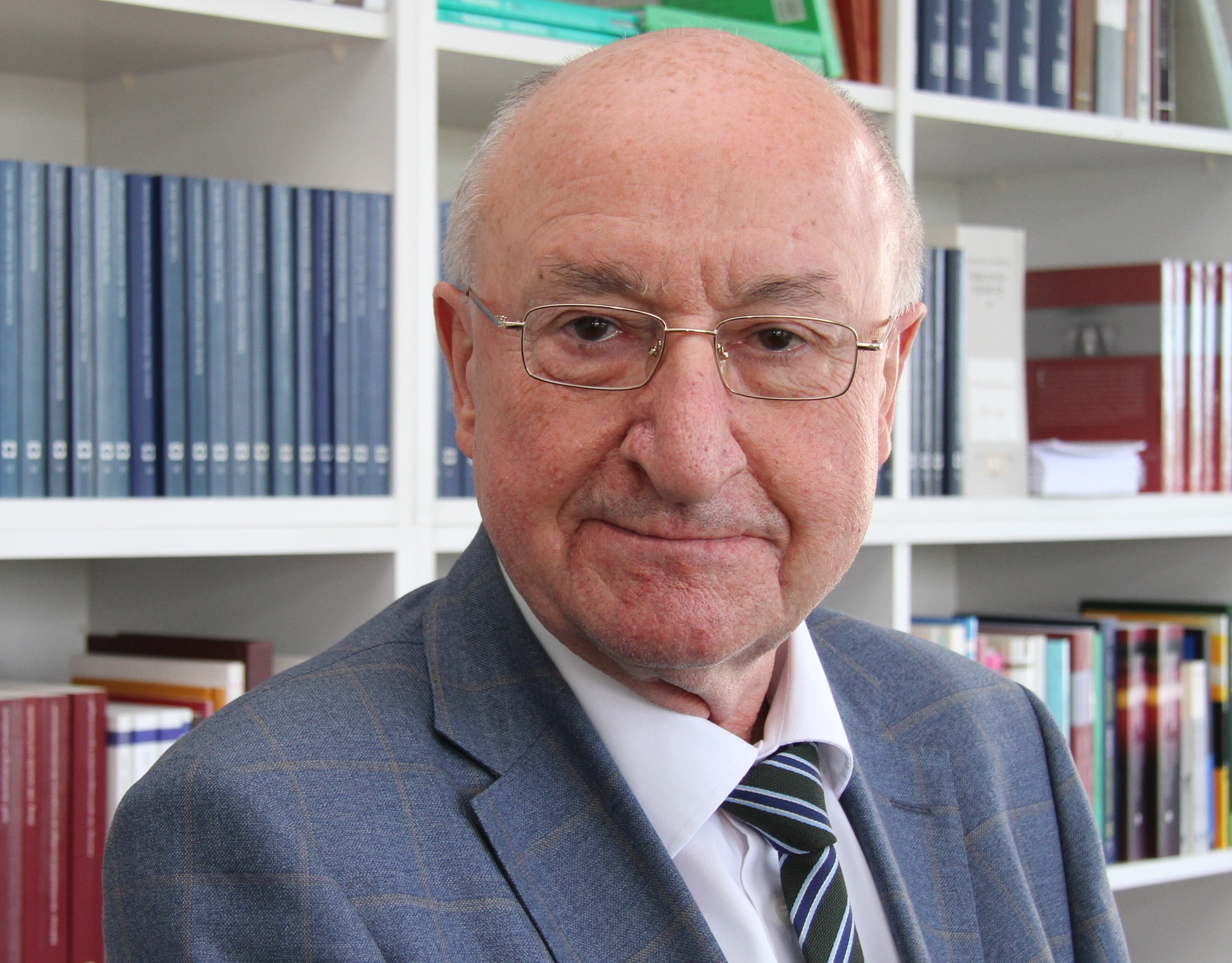
Robert Alexy in seinem Büro.

Robert Alexy (* 9. September 1945 in Oldenburg i. O.) ist ein deutscher Jurist und Rechtsphilosoph.
Er hat sich zunächst durch seine von Ronald Dworkin inspirierte Unterscheidung zwischen Regeln und Prinzipien und seine von Habermas beeinflussten Beiträge zur Diskurstheorie des Rechts einen Namen gemacht. Darüber hinaus ist Alexy als Rechtsphilosoph dann vor allem auch als Vertreter eines moralische Grundsätze einschließenden Rechtsbegriffs auf Basis der Radbruchschen Formel und somit als Kritiker des Rechtspositivismus in Erscheinung getreten. Unter den Philosophen bilden vor allem Aristoteles, Immanuel Kant und Gottlob Frege das Fundament seiner wissenschaftlichen Arbeit. Unter den Rechtsphilosophen spielen Hans Kelsen, H. L. A. Hart, Gustav Radbruch und Alf Ross für Alexy eine besondere Rolle. Als wichtige zeitgenössische theoretische Antagonisten, mit denen Alexy im Laufe der Jahre immer wieder rechtsphilosophische Grundlagendebatten geführt hat, sind die Rechtspositivisten Norbert Hoerster sowie Eugenio Bulygin zu nennen.

## Leben
Geboren wurde Alexy am 9. September 1945 in Oldenburg i.O. Sein Bruder ist der Bremer Oberverwaltungsrichter Hans Alexy. Nach dem Abitur leistete Alexy drei Jahre Dienst in der Bundeswehr, das letzte Jahr als Leutnant. Im Sommersemester 1968 begann er das Studium der Rechtswissenschaft und Philosophie an der Georg-August-Universität Göttingen. Seine akademischen Lehrer waren vor allem Günther Patzig im Fach Philosophie und der Rechtsphilosoph Ralf Dreier im Fach Rechtswissenschaft.
Nach der ersten juristischen Staatsprüfung im Jahre 1973 arbeitete Alexy bis 1976 an seiner Dissertation Theorie der juristischen Argumentation. 1982 erhielt er für diese 1978 erstmals im Druck erschienene Untersuchung den Preis der Philologisch-Historischen Klasse der Akademie der Wissenschaften zu Göttingen. 1976 nahm er den juristischen Vorbereitungsdienst auf, den er 1978 mit der zweiten juristischen Staatsprüfung abschloss. Danach war er bis 1984 Assistent bei Ralf Dreier am Lehrstuhl für Allgemeine Rechtstheorie in Göttingen. 1984 habilitierte er sich an der Juristischen Fakultät der Universität Göttingen für die Fächer Öffentliches Recht und Rechtsphilosophie. Das Thema seiner Habilitationsschrift lautet Theorie der Grundrechte.
Es folgten Lehrstuhlvertretungen in Regensburg und Kiel. Nach Ablehnung eines Rufes an die Universität Regensburg nahm er 1986 den Ruf an die Christian-Albrechts-Universität zu Kiel an. Im März 1991 lehnte er einen Ruf an die Karl-Franzens-Universität Graz als Nachfolger von Ota Weinberger ab. Im selben Jahr wurde er in die Joachim-Jungius-Gesellschaft der Wissenschaften aufgenommen. 1992 erschien sodann sein Buch Begriff und Geltung des Rechts. Von 1994 bis 1998 war Alexy Präsident der Deutschen Sektion der Internationalen Vereinigung für Rechts- und Sozialphilosophie. 1997 erhielt er einen Ruf an die Georg-August-Universität Göttingen (Nachfolge Ralf Dreiers), den er im Februar 1998 ablehnte. Er ist seit 2002 ordentliches Mitglied der Philologisch-Historischen Klasse der Akademie der Wissenschaften zu Göttingen.
Ende September 2013 wurde Alexy pensioniert. Seine Abschiedsvorlesung fand am 17. Juli 2015 statt. 2019 ernannte die Christian-Albrechts-Universität ihn zum Seniorprofessor.

## Werk
Alexys rechtswissenschaftliches und rechtsphilosophisches Werk ist in sprachlicher und systematischer Hinsicht dem Klarheitspostulat der analytischen Philosophie verpflichtet und kreist im Wesentlichen um drei Themenschwerpunkte: die theoretische Grundlegung und Analyse der juristischen Argumentation, die allgemeine Struktur von Grund- und Menschenrechten und um den Begriff des Rechts.

### Theorie der juristischen Argumentation
Hauptthese seiner Dissertation Theorie der juristischen Argumentation ist, dass der juristische Diskurs als Sonderfall des allgemeinen praktischen Diskurses anzusehen sei.  Im ersten Teil der Arbeit stellt Alexy verschiedene Theorien des praktischen Diskurses dar. Erörtert werden unter anderem die sprachphilosophischen Grundlagen von Wittgenstein und Austin und die Konsensustheorie der Wahrheit von Habermas. Im zweiten Teil der Arbeit macht Alexy die daraus gewonnenen Erkenntnisse für die juristische Methodenlehre fruchtbar.
Alexy postuliert, dass bei der juristischen Entscheidungsbegründung – zumindest gedanklich – zwischen interner und externer Rechtfertigung zu unterscheiden sei. Die interne Rechtfertigung entspreche dem Justizsyllogismus, habe also eine deduktive Struktur. Bedingung für die interne Rechtfertigung sei, dass zumindest eine Prämisse eine universelle Norm darstelle, nach Möglichkeit eine gesetzliche Norm sei und es sich um eine widerspruchsfreie Prämissenmenge handele. Die Begründung der Prämissen der internen Rechtfertigung finde in der externen Rechtfertigung statt.

### Theorie der Grundrechte
Im Anschluss an die Unterscheidung des amerikanischen Rechtsphilosophen Ronald Dworkin zwischen Regeln und Prinzipien lautet die Hauptthese von Alexys Habilitationsschrift „Theorie der Grundrechte“, dass Grundrechte als Prinzipien zu verstehen seien. Nach Alexy sind Prinzipien Normen, die gebieten, dass etwas in einem relativ auf die rechtlichen und tatsächlichen Möglichkeiten möglichst hohen Maße realisiert wird. Prinzipien seien Optimierungsgebote. Auf Grundlage dieser Prinzipienlehre ist Alexys Abwägungsgesetz zu verstehen, das im Rahmen der Verhältnismäßigkeitsprüfung von Grundrechten eine entscheidende Rolle spielt: „Je höher der Grad der Nichterfüllung oder Beeinträchtigung des einen Prinzips ist, desto größer muss die Wichtigkeit der Erfüllung des anderen sein.“ Daraus folgt wiederum das Kollisionsgesetz: „Die Bedingungen, unter denen das eine Prinzip dem anderen vorgeht, bilden den Tatbestand einer Regel, die die Rechtsfolge des vorgehenden Prinzips ausspricht.“

### Begriff und Geltung des Rechts
Im Buch Begriff und Geltung des Rechts bemüht sich Alexy um die rechtsphilosophische Begründung eines nichtpostivistischen Rechtsbegriffs. Er vertritt daher die sogenannte Verbindungsthese, der zufolge der Begriff des Rechts so zu definieren ist, dass er moralische Elemente enthält. Hierbei beschränkt Alexy die moralischen Anforderungen an das Recht aus Gründen der begrifflichen Klarheit auf ein Minimum: Recht sind für Alexy – so seine abschließende Definition – somit
1. die ordnungsgemäß gesetzten,
2. im Großen und Ganzen sozial wirksamen und
3. nicht im Sinne der Radbruchschen Formel extrem ungerechten Normen,
4. die zu einem Normensystem gehören, das einen Anspruch auf Richtigkeit erhebt.[10]

Alexy begründet diese Version der Verbindungsthese mit dem Richtigkeitsargument (siehe hierzu den folgenden Absatz), dem Unrechtsargument (= Argumentation zugunsten der Unerträglichkeitsversion der Radbruchschen Formel) und dem an Ronald Dworkin und Alexys eigener Theorie der Grundrechte anschließenden Prinzipienargument (notwendige moralische Implikationen eines auch aus Prinzipien bestehenden Rechtssystems).
Die entscheidende Rolle in Alexys Argumentation kommt dem Richtigkeitsargument zu. Diesem zufolge erheben sowohl einzelne Rechtsnormen und einzelne rechtliche Entscheidungen als auch Rechtssysteme im Ganzen begriffsnotwendig einen Anspruch auf Richtigkeit. Normensysteme, die diesen Anspruch nicht explizit oder implizit erheben, seien keine Rechtssysteme. Der erste Artikel einer Verfassung könne zum Beispiel nicht lauten:
- „X ist eine souveräne, föderale und ungerechte Republik.“[11]

Ebenso wenig dürfe ein Richter ein Urteil folgenden Tenors verkünden:
- „Der Angeklagte wird, was eine falsche Interpretation des geltenden Rechts ist, zu lebenslanger Freiheitsstrafe verurteilt.“[12]

Der oben angeführte fiktive „Verfassungsartikel“ und das zitierte „Urteil“ sind Alexy zufolge nicht lediglich „sozial oder rechtlich regelwidrig“, sondern darüber hinaus auch begrifflich fehlerhaft, da sie einen performativen Widerspruch beinhalten. Mit dem Konzept des performativen Widerspruchs bezieht sich Alexy auf Ideen des englischen Philosophen John Langshaw Austin und auf das von diesem kreierte Paradebeispiel einer performativ widersprüchlichen Aussage “The cat is on the mat, but I don’t believe it is” („Die Katze liegt auf der Matte, aber ich glaube es nicht.“). Aus dem Richtigkeitsargument folge somit, dass in jedem Rechtssystem, das keine performativen Widersprüche einschließe, eine notwendige Verbindung zwischen Recht und „irgendeiner“ Form von Moral bestehe. Damit ist für Alexy ein erster begrifflich notwendiger Zusammenhang zwischen Recht und Moral dargetan. Es handelt sich beim Richtigkeitsargument Alexy zufolge um die rationale Rekonstruktion eines seiner Ansicht nach „etwas dunklen“ Satzes Gustav Radbruchs, nämlich: „Recht ist die Wirklichkeit, die den Sinn hat, dem Rechtswerte, der Rechtsidee zu dienen“.
Im Hinblick auf Alexys oben skizzierte These, ein Rechtssystem erhebe notwendigerweise einen Anspruch auf Richtigkeit, kam es ab Mitte der Neunziger Jahre des 20. Jahrhunderts zu einer mehrjährigen schriftlichen Debatte mit dem russisch-argentinischen Rechtspositivisten Eugenio Bulygin.

## Schüler
Zu Alexys Schülern zählen Jan-Reinard Sieckmann (Friedrich-Alexander-Universität Erlangen-Nürnberg), Matthias Klatt (Universität Graz), Axel Tschentscher (Universität Bern), Nils Jansen (Westfälische Wilhelms-Universität Münster), Mattias Kumm (New York University School of Law, Wissenschaftszentrum Berlin und Humboldt-Universität zu Berlin), Martin Borowski (Ruprecht-Karls-Universität Heidelberg), Jochen Bittner (Zeit-Redakteur), Fernando Leal (Fundação Getulio Vargas, Rio de Janeiro), Virgilio Afonso da Silva (Universität São Paulo) und Carsten Bäcker (Universität Bayreuth).

## Auszeichnungen
1982 erhielt Alexy für seine 1978 erstmals im Druck erschienene Dissertation Theorie der juristischen Argumentation den Preis der Philologisch-Historischen Klasse der Akademie der Wissenschaften zu Göttingen.
2008 verliehen ihm die Universitäten Alicante (Spanien), Buenos Aires (Argentinien) und Tucumán (Argentinien) die Ehrendoktorwürde. In den Jahren 2009 und 2010 folgten weitere Ehrendoktorwürden, verliehen von der Universität Antwerpen, der Universidad Nacional Mayor de San Marcos (Lima) und der Universidad Ricardo Palma (Lima). Am 14. Juni 2012 verlieh ihm die Universidade Federal do Piauí (Brasilien) ein Ehrendoktorat. Am 17. Oktober 2012 wurde ihm eine Ehrendoktorwürde der Karls-Universität Prag verliehen. Am 31. Oktober 2012 verlieh ihm die Universität Coimbra die Ehrendoktorwürde. In den folgenden Jahren folgten unter anderem Ehrendoktorate von Universitäten in Porto Alegre, Belo Horizonte, Chapecó, Rio de Janeiro und Bogotá. 2016 wurde Alexy mit einem Ehrendoktorat der Universidad Nacional del Altiplano, Peru, ausgezeichnet. Insgesamt wurde ihm bisher vierzehn Mal die Ehrendoktorwürde verliehen.
Am 13. April 2010 wurde Alexy das Verdienstkreuz 1. Klasse des Verdienstordens der Bundesrepublik Deutschland verliehen. Am 30. Juni 2013 wurde Alexy mit dem Kieler Wissenschaftspreis ausgezeichnet.

## Schriften
Das wissenschaftliche Werk Robert Alexys umfasst mehr als 180 Veröffentlichungen, die mittlerweile in mehr als zwanzig Sprachen übersetzt wurden. Eine vollständige Liste seiner Veröffentlichungen findet sich auf den Webseiten seines Lehrstuhls an der Universität Kiel. Zu seinen wichtigsten Arbeiten zählen:
- Theorie der juristischen Argumentation. Die Theorie des rationalen Diskurses als Theorie der juristischen Begründung, Frankfurt a. M. 1983 (Erstauflage 1978) ISBN 3-518-28036-8
- Theorie der Grundrechte, Frankfurt a. M. 1994 (Erstauflage 1986) ISBN 3-518-28182-8
- Begriff und Geltung des Rechts. Freiburg und München 1992, ISBN 3-495-48063-3.
- Mauerschützen. Zum Verhältnis von Recht, Moral und Strafbarkeit. Hamburg 1993, ISBN 3-525-86282-2.
- Recht, Vernunft, Diskurs. Frankfurt a. M. 1995, ISBN 3-518-28767-2.
- Der Beschluß des Bundesverfassungsgerichts zu den Tötungen an der innerdeutschen Grenze vom 24. Oktober 1996. Hamburg 1997, ISBN 3-525-86293-8.
- Robert Alexy, Hans-Joachim Koch, Lothar Kuhlen, Helmut Rüßmann: Elemente einer juristischen Begründungslehre. Baden-Baden 2003, ISBN 3-7890-8397-6.

### Monographien
- Carsten Bäcker: Begründen und Entscheiden: Kritik und Rekonstruktion der Alexyschen Diskurstheorie des Rechts. 2. Auflage. Nomos, Baden-Baden 2012, ISBN 978-3-8329-6630-0.
- Martin Borowski, Stanley L. Paulson und Jan-Reinard Sieckmann (Hrsg.): Rechtsphilosophie und Grundrechtstheorie: Robert Alexys System, Mohr Siebeck, Tübingen 2017, ISBN 978-3-16-155626-5.
- Martin Borowski: Grundrechte als Prinzipien. 2. Auflage. Nomos, Baden-Baden 2007, ISBN 978-3-8329-2625-0.
- Peter Gril: Die Möglichkeit praktischer Erkenntnis aus Sicht der Diskurstheorie: Eine Untersuchung zu Jürgen Habermas und Robert Alexy. Duncker & Humblot, Berlin 1998, ISBN 3-428-09259-7.
- Ruben Hartwig: Die Institutionalisierung des Nichtinstitutionellen: Alexys diskurstheoretische Konzeption der praktischen Vernunft als Grundlage der Theorie des Rechts und des Staates. Nomos, Baden-Baden 2020, ISBN 978-3-8487-5841-8.
- Matthias Klatt und Johannes Schmidt: Spielräume im Öffentlichen Recht: Zur Abwägungslehre der Prinzipientheorie. Mohr Siebeck, Tübingen 2010, ISBN 978-3-16-150564-5.
- Matthias Klatt (Hrsg.): Institutionalized Reason. The Jurisprudence of Robert Alexy. Oxford University Press, Oxford 2010, ISBN 978-0-19-958206-8.
- George Pavlakos (Hrsg.): Law, Rights and Discourse: The Legal Philosophy of Robert Alexy. Hart, Oxford 2007, ISBN 978-1-84113-676-9.
- Jan-Reinard Sieckmann: Regelmodelle und Prinzipienmodelle des Rechtssystems. Baden-Baden 1990, ISBN 3-7890-1738-8.
- Jan-Reinard Sieckmann (Hrsg.): Die Prinzipientheorie der Grundrechte: Studien zur Grundrechtstheorie Robert Alexys. Nomos, Baden-Baden 2007, ISBN 978-3-8329-2620-5.

### Debatten in Aufsätzen
- Eugenio Bulygin, Alexy's Thesis of the Necessary Connection between Law and Morality. Ratio Iuris Vol. 13 No. 2 June 2000 (133–137).